# Goniada virgini
Goniada virgini är en ringmaskart som beskrevs av Johan Gustaf Hjalmar Kinberg 1866. Goniada virgini ingår i släktet Goniada och familjen Goniadidae.
Artens utbredningsområde är längs Brasiliens atlantkust. Inga underarter finns listade i Catalogue of Life.